# Василев, Райчо
Райчо Василев (англ. Raicho Vasilev) (род. 17 сентября 1975, Смолян, Болгария) — болгарский актёр и каскадёр, наиболее известный по роли гладиатора Гнея в сериалах «Спартак: Кровь и песок» и «Спартак: Боги арены».

## Карьера
В 2010 и 2011 годах снимался в роли гладиатора-ретиария Гнея в телевизионных сериалах «Спартак: Кровь и песок» и «Спартак: Боги арены». Также Райчо Василев выступал в «Богах арены» в качестве постановщика трюков и был номинирован на Премию Гильдии киноактёров США в категории «лучший каскадёрский ансамбль».
В 2016 году Василев был дублёром исполнителя главной роли Брюса Кэмпбелла в сериале «Эш против зловещих мертвецов», Кэмпбелл назвал его «отличным каскадёром». Американский актёр познакомился с Василевым ещё на съёмках своего фильма «Человек с кричащим мозгом» в Болгарии.
В 2018 году стал лауреатом Премию Гильдии киноактёров США за «лучший каскадёрский ансамбль» (за работу над сериалом «Игра престолов»).

## Фильмография
| Год  |    | Русское название                        | Оригинальное название                | Роль                     |
| ---- | -- | --------------------------------------- | ------------------------------------ | ------------------------ |
| 2001 | ф  | Зеркало дьявола                         | Ogledaloto na dyavola                | телохранитель            |
| 2002 | ф  | Питоны 2                                | Python 2                             | Дирк                     |
| 2003 | ф  | В аду                                   | In Hell                              | Андрей                   |
| 2003 | ф  | Во имя мести                            | Out for a Kill                       | болгарский головорез     |
| 2004 | ф  | Девять жизней                           | Unstoppable                          | охранник #1              |
| 2004 | ф  | Контроль                                | Control                              | Влас                     |
| 2005 | ф  | Турецкий гамбит                         | Турецкий гамбит                      | телохранитель Измаил-Бея |
| 2005 | ф  | Человек с кричащим мозгом               | Man with the Screaming Brain         | бармен                   |
| 2005 | ф  | Предельная глубина                      | Submerged                            | Эндер                    |
| 2005 | тф | Уничтожение                             | Path of Destruction                  | телохранитель            |
| 2005 | ф  | Механик                                 | The Mechanik                         | Ахмед                    |
| 2006 | тф | Штурмовики СС                           | S.S. Doomtrooper                     | капрал Портер            |
| 2006 | ф  | Неоспоримый 2                           | Undisputed II: Last Man Standing     | тюремный охранник        |
| 2007 | тф | Грендель                                | Grendel                              | Сигмунд                  |
| 2007 | ф  | Дети из воска                           | Children of Wax                      | скинхед                  |
| 2007 | ф  | Бриллиантовые псы                       | Diamond Dogs                         | Жуков                    |
| 2008 | тф | Циклоп                                  | Cyclops                              | Тарквин                  |
| 2009 | тф | Легендарное путешествие капитана Дрэйка | The Immortal Voyage of Captain Drake | Муни                     |
| 2009 | ф  | Прямой контакт                          | Direct Contact                       | Борис                    |
| 2009 | тф | Тор: Молот богов                        | Hammer of the Gods                   | Хеймдалль                |
| 2009 | ф  | Окровавленные холмы                     | The Hills Run Red                    | маньяк                   |
| 2009 | ф  | Опасная гастроль                        | Command Performance                  | Антон                    |
| 2009 | ф  | Ниндзя                                  | Ninja                                | стрелок                  |
| 2009 | ф  | Окровавленные холмы                     | The Hills Run Red                    | актёр Бэбифейса          |
| 2009 | ф  | Фальшивая личина                        | Double Identity                      | Вальтер                  |
| 2010 | с  | Спартак: Кровь и песок                  | Spartacus: Blood and Sand            | Гней                     |
| 2011 | с  | Спартак: Боги арены                     | Spartacus: Gods of the Arena         | Гней                     |
| 2011 | ф  | Холодный взрыв                          | Cold Fusion                          | русский солдат #1        |
| 2011 | ф  | Конан-варвар                            | Conan the Barbarian                  | городской стражник #1    |
| 2012 | с  | Под прикрытием                          | Pod prikritie                        | Морскиа                  |
| 2013 | тф | Похищенная: Поиск Софи Паркер           | Taken: The Search for Sophie Parker  | телохранитель            |
| 2014 | ф  | Геракл: Начало легенды                  | The Legend of Hercules               | чемпион #5               |
| 2014 | ф  | Снайпер: Наследие                       | Sniper: Legacy                       | лидер Афганистана        |
| 2014 | ф  | Невидимый мальчик                       | Il ragazzo invisibile                | русский гангстер         |
| 2015 | с  | Хранители голубей                       | The Dovekeepers                      | друг Бена                |
| 2015 | ф  | Убить заново                            | Re-Kill                              | Элвис                    |
| 2016 | ф  | Механик: Воскрешение                    | Mechanic: Resurrection               | телохранитель Крейна     |
| 2017 | ф  | Обет молчания                           | Acts of Vengeance                    | Тимофей                  |